# Lycée Turgot
Lycée Turgot je střední škola (gymnázium) v Paříži. Sídlí ve 3. obvodu na adrese 69, Rue de Turbigo ve čtvrti Marais. Lyceum bylo vybudováno na místě kláštera Madelonnettes, zbořeného v letech 1865–1866 kvůli stavbě Rue de Turbigo. Školu navštěvuje přibližně 1300 studentů. Škola nese jméno Michela Étienna Turgota (1690–1751), který byl v letech 1729–1740 prévôt des marchands.

## Historie
Škola vznikla jako první střední škola (École primaire supérieure) v Paříži a byla otevřena 14. října 1839. První rok se zapsalo 76 studentů.
V roce 1847 byla škola přejmenována na „École municipale Colbert“. Po revoluci 1848 byla škola přejmenována na „École municipale Turgot“.
V roce 1856 proběhlo rozšíření školy. O devět let později na škole došlo k požáru. V roce 1867 byla škola opět rozšířena.

## Významní učitelé
- Emmanuel Beau de Loménie, historik
- Pierre Boutang (1916–1998), filozof, překladatel a novinář
- Pierre Goubert (1915-2012), historik
- Marc Bousseyrol, ekonom a spisovatel

## Významní absolventi
- Claude Bartolone (1951), politik
- Robert Desnos (1900–1945), básník
- Paul Dukas (1865–1935), hudební skladatel
- Honoré Champion (1846–1913), vydavatel
- Yves Gomy (1942), entomolog
- Richard Khaitzine (1947), spisovatel
- Henri Lagriffoul (1907–1981), sochař
- André Malraux (1901–1976), spisovatel a politik
- Claude Miller (1942–2012), filmový režisér
- Alain Minc (1949), ekonom a politik
- Robi Morder (1954), politolog
- André-Louis Perinetti (1933), divadelní režisér
- Jean-Jacques Romero (1945) syndikalista
- Jean Sarkozy (1986), politik
- Pierre Rondeau (1987), ekonom
- Alpha Condé (1938), prezident Guinejské republiky
- Marc Bousseyrol, ekonom